# Tentative de coup d'État de 1993 au Burundi

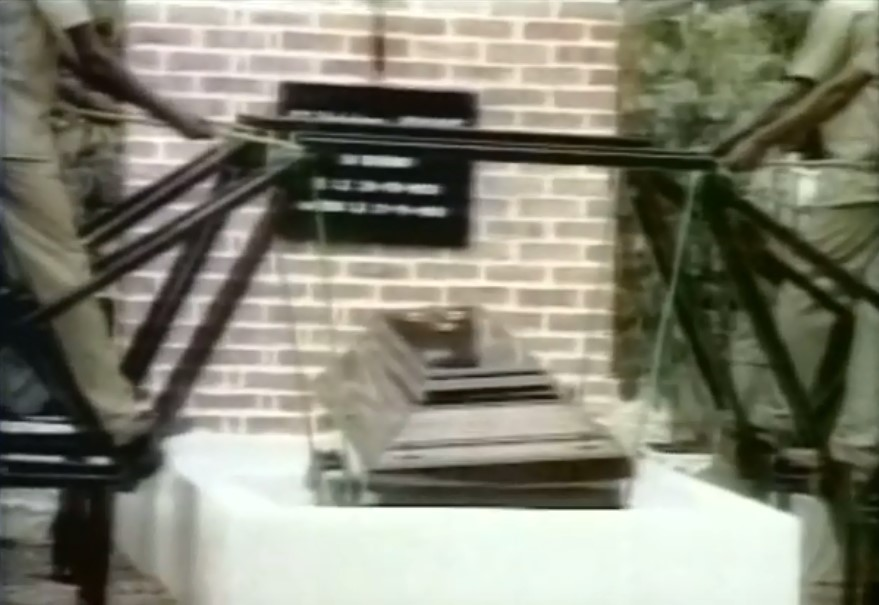
coup d'État de 1993 au Burundi

Le 27 avril 1972, entre 100 000 et 300 000 tutsi sont massacrés par des extrémistes Hutu au sud du Burundi. Cela devient un fait marquant du conflit opposant Hutu et Tutsi au Burundi, qui prend ses origines dans la recherche de maintien du pouvoir des autorités coloniales durant la première partie du XXe siècle. Dès lors, les tensions entre les deux parties de la population se sont cristallisées et généralisées.

## Contexte
Les résultats du premier tour des premières élections démocratiques au Burundi depuis l'indépendance en 1962 ont été rendus publics le 1er juin 1993, et annoncent Melchior Ndadaye, candidat à la présidence d'origine Hutu. Dès lors, l'armée se rebelle le 3 et le 17 juin, sous l'impulsion du lieutenant Bizunu. Le 3 juillet 1993, c'est au tour de Sylvestre Ningaba et de ses partisans d'effectuer une tentative de renversement du pouvoir burundais.

## Déroulement
Le 21 octobre 1993, une unité de l'armée principalement composée de soldats Tutsi pénètre dans le palais présidentiel à Bujumbura, et tue le Président Melchior Ndadaye. Cet acte a une forte signification, en plus de l'atteinte directe à l'autorité étatique et de la violente torture qu'il a subie avant de mourir, puisqu'il était le premier Président hutu élu aux premières élections libres organisées au Burundi depuis l'indépendance en 1962. Le jour suivant, les responsables de l'assassinat mettent en place un système de couvre-feu et la fermeture des frontières pour renforcer leur contrôle et asseoir leur domination. L'armée procède ensuite à des massacres de citoyens Hutu dans la pays, notamment dans un quartier de Gitega. Cependant, le 24 octobre, ils doivent faire face à un très vaste mouvement de contestation populaire, qui demande la restitution du corps de Melchior Ndadaye.
Face à l'ampleur de la résistance, la partie de l'armée nouvellement à la tête du Burundi décide de tenter de négocier l'amnistie de leurs actions contre le retour du gouvernement légalement élu, dont les membres se sont réfugié à l'étranger ou dans les ambassades des puissances européennes sur place. Or, le Premier ministre Sylvie Kinigi s'oppose à cette proposition. Le 27 octobre, il annonce à la radio que le groupe de militaires ayant pris part à l'assassinat du Président et de la tentative de prise de pouvoir du Burundi a été déconstruit et arrêté. Sylvestre Ningaba, considéré comme le principal auteur de la tentative de coup d'État, est retrouvé et arrêté au Zaïre. Il avait déjà en effet participé à une précédente tentative de coup d'État en juillet 1993. De fait, le 27 octobre 1993 marque le retour du gouvernement élu, avec le Premier ministre Sylvie Kinigi à sa tête, qui demande une aide internationale afin de l'assister dans le retour à l'ordre et la limitation de la propagation des tensions entre tutsi et hutu, qui a atteint avec la tentative de coup d'État un seuil extrêmement élevé.

## Conséquences
La tentative de coup d'État au Burundi en octobre 1993 et toutes les violences qui en ont été induites sont à l'origine de la guerre civile burundaise. Le pays en sera déstabilisé durant de nombreuses années, et la guerre civile ne prendra fin qu'en 2005. Plusieurs centaines de milliers de Burundais ont été forcés de fuir dans les pays voisins, et des milliers de victimes civiles sont à déplorer. Au final, la tentative démocratique n'aura duré que quelques mois, pour ensuite déboucher sur une guerre civile.